# Fenerbahçe SK (volley-ball féminin)
Pour le club omnisports, voir Fenerbahçe Spor Kulübü.
Maillots
Fenerbahçe est un club de volley-ball turc, section du club omnisports du Fenerbahçe Spor Kulübü, fondé en 1928 et basé à Istanbul, évoluant pour la saison 2024-2025 en Sultanlar Ligi.

## Résultats sportifs

### Palmarès
| Compétitions nationales | Compétitions internationales |
| - Championnat de Turquie : - Champion (7) : 2009, 2010, 2011, 2015, 2017, 2023, 2024. - Vice-champion (6) : 2007, 2008, 2014, 2016, 2021, 2022. - Coupe de Turquie : - Vainqueur (4) : 2010, 2015, 2017, 2024. - Finaliste (5) : 2009, 2014, 2019, 2022, 2023. - Supercoupe de Turquie : - Vainqueur (5) : 2009, 2010, 2015, 2022, 2024. - Finaliste (4) : 2011, 2014, 2017, 2023. | - Championnat du monde des clubs : - Vainqueur (1) : 2010. - Ligue des champions : - Vainqueur (1) : 2012. - Finaliste (1) : 2010. - Coupe de la CEV : - Vainqueur (1) : 2014. - Finaliste (1) : 2013. |

### Bilan par saison
| Saison    | Championnat national | Championnat national | Championnat national | Coupe de Turquie | Supercoupe de Turquie | Coupes européennes  | Coupes européennes |
| Saison    | Compétition          | Phase régulière      | Play-offs            | Coupe de Turquie | Supercoupe de Turquie | Compétition         | Résultat           |
| --------- | -------------------- | -------------------- | -------------------- | ---------------- | --------------------- | ------------------- | ------------------ |
| 2005-2006 | 1.Lig                | 6e                   | -                    | Non disputé      | -                     | -                   | -                  |
| 2006-2007 | 1.Lig                | 2e                   | Finaliste            | Non disputé      | -                     | -                   | -                  |
| 2007-2008 | 1.Lig                | 2e                   | Finaliste            | Non disputé      | -                     | Ligue des champions | Poule B            |
| 2008-2009 | 1.Lig                | 4e                   | Champion             | Finaliste        | -                     | Coupe de la CEV     | 3e                 |
| 2009-2010 | 1.Lig                | 1er                  | Champion             | Vainqueur        | Vainqueur             | Ligue des champions | Finaliste          |
| 2010-2011 | 1.Lig                | 1er                  | Champion             | 2e tour          | Vainqueur             | Ligue des champions | 3e                 |
| 2011-2012 | 1.Lig                | 3e                   | 3e                   | 1/2 finale       | Finaliste             | Ligue des champions | Vainqueur          |
| 2012-2013 | 1.Lig                | 4e                   | 4e                   | 2e tour          | -                     | Coupe de la CEV     | Finaliste          |
| 2013-2014 | 1.Lig                | 2e                   | Finaliste            | Finaliste        | -                     | Coupe de la CEV     | Vainqueur          |
| 2014-2015 | 1.Lig                | 2e                   | Champion             | Vainqueur        | Finaliste             | Ligue des champions | Playoffs à 6       |
| 2015-2016 | 1.Lig                | 1er                  | Finaliste            | Non disputé      | Vainqueur             | Ligue des champions | 3e                 |
| 2016-2017 | SL                   | 2e                   | Champion             | Vainqueur        | -                     | Ligue des champions | Playoffs à 6       |
| 2017-2018 | SL                   | 4e                   | 3e                   | 1/2 finale       | Finaliste             | Ligue des champions | Poule B            |
| 2018-2019 | SL                   | 3e                   | 3e                   | Finaliste        | -                     | Ligue des champions | 1/2 finale         |
| 2019-2020 | SL                   | 3e                   | Non disputée         | Non disputée     | -                     | Ligue des champions | Non terminé        |
| 2020-2021 | SL                   | 2e                   | Finaliste            | 1/2 finale       | -                     | Ligue des champions | 1/2 finale         |
| 2021-2022 | SL                   | 3e                   | Finaliste            | Finaliste        | -                     | Ligue des champions | 1/2 finale         |
| 2022-2023 | SL                   | 3e                   | Champion             | Finaliste        | Finaliste             | Ligue des champions | 1/2 finale         |
| 2023-2024 | SL                   | 1er                  | Champion             | Vainqueur        | Finaliste             | Ligue des champions | 1/2 finale         |
| 2024-2025 | SL                   | En cours             | -                    | En cours         | Vainqueur             | Ligue des champions | En cours           |

## Joueuses et personnalités du club

### Entraîneurs
- 1954-1963 :  Alaaddin Güneş
- 1970-1975 :  Deniz Esinduy
- 1982-1984 :  Alaaddin Güneş
- 1987-2003 :  Abdullah Paşaoğlu
- 2003-2005 :  Jesús Savigne
- 2005-2008 :  Adnan Kıstak
- 2008-2009 :  Üzeyir Özdurak
- 2009-2010 :  Jan de Brandt
- 2010-2012 :  José Roberto Guimarães
- 2012-2013 :  Kamil Söz
- 2013-2017 :  Marcello Abbondanza
- 2017-2018 :  Jan de Brandt
- 2018 :  Salih Tavacı
- 2018-2023 :  Zoran Terzić
- 2023-2024 :  Stefano Lavarini
- 2024- :  Marco Fenoglio

### Effectif actuel (2024-2025)
| No                                                        | Nom                                                       | Date de naissance                                         | Taille | Poids | Poste                        | Club précédent                | Au club depuis |
| --------------------------------------------------------- | --------------------------------------------------------- | --------------------------------------------------------- | ------ | ----- | ---------------------------- | ----------------------------- | -------------- |
| 15                                                        | Arelya Karasoy                                            | 14 décembre 1996                                          | 181    | 73    | Passeuse                     | Neptunes de Nantes            | 2024           |
| 17                                                        | Bojana Drča                                               | 29 mars 1988                                              | 186    | 72    | Passeuse                     | Leningradka Saint-Pétersbourg | 2023           |
| 3                                                         | Magdalena Stysiak                                         | 3 décembre 2000                                           | 203    | 85    | Attaquante                   | Pro Victoria Monza            | 2023           |
| 44                                                        | Melissa Vargas                                            | 16 octobre 1999                                           | 194    | 76    | Attaquante                   | VBC Voléro Zurich             | 2018           |
| 9                                                         | Meliha İsmailoğlu                                         | 17 septembre 1993                                         | 189    | 73    | Réceptionneuse-attaquante    | VakıfBank Istanbul            | 2021           |
| 12                                                        | Ana Cristina de Souza                                     | 7 avril 2004                                              | 193    | 79    | Réceptionneuse-attaquante    | Rio de Janeiro VC             | 2021           |
| 16                                                        | Elitsa Vasileva                                           | 13 mai 1990                                               | 190    | 73    | Réceptionneuse-attaquante    | Dinamo Moscou                 | 2024           |
| 41                                                        | Liza Safronova                                            | 17 janvier 2006                                           | 190    | 69    | Réceptionneuse-attaquante    | Havran BK                     | 2024           |
| 9                                                         | Aslı Kalaç                                                | 13 décembre 1995                                          | 185    | 73    | Centrale                     | THY Istanbul                  | 2022           |
| 11                                                        | Hristina Vuchkova                                         | 1er octobre 1991                                          | 192    | 77    | Centrale                     | Supernovas d'Omaha            | 2024           |
| 14                                                        | Eda Erdem                                                 | 22 juin 1987                                              | 188    | 74    | Centrale                     | Beşiktaş JK                   | 2009           |
| 18                                                        | Dicle Nur Babat                                           | 15 septembre 1992                                         | 191    | 81    | Centrale                     | THY Istanbul                  | 2024           |
| 1                                                         | Gizem Örge                                                | 26 avril 1993                                             | 170    | 59    | Libero                       | VakıfBank Istanbul            | 2021           |
| 5                                                         | Özlem Güven                                               | 1er octobre 1997                                          | 165    | -     | Libero                       | PTT Ankara                    | 2024           |
|                                                           |                                                           |                                                           |        |       |                              |                               |                |
| Encadrement technique                                     | Encadrement technique                                     |                                                           |        |       | Légende                      | Légende                       |                |
| Entraîneur : Marco Fenoglio                               | Entraîneur : Marco Fenoglio                               | Entraîneur : Marco Fenoglio                               |        |       | : Capitaine                  | : Capitaine                   |                |
| Entraîneur(s) adjoint(s) : - Salih Tavacı, Stefano Micoli | Entraîneur(s) adjoint(s) : - Salih Tavacı, Stefano Micoli | Entraîneur(s) adjoint(s) : - Salih Tavacı, Stefano Micoli |        |       | : Joueur blessé actuellement | : Joueur blessé actuellement  |                |